# En svensk klassiker
För musikalbumet av Sean Banan, se En svensk klassiker (album).
En svensk klassiker, även kallat klassikern, kallas kombinationen av fyra stora svenska långlopp och har funnits sedan 1972. För att få diplomet behöver man fullfölja fyra långlopp under en period av 12 månader. Mer än 32 000 personer (varav 6 000 är kvinnor) kan titulera sig "en svensk klassiker". Det finns även kortare varianter av klassikern; tjejklassikern riktar sig till tjejer från 15 år och uppåt. Sedan 2006 finns även halvklassikern (klassikerhalvan 2006-2010).

## Vad som ingår i klassikern
En svensk klassiker
- Vasaloppet, Öppet spår eller Nattvasan90, 90 km skidåkning, alternativt Engelbrektsloppet, 60 km skidåkning
- Vätternrundan, 315 km cykling
- Vansbrosimningen, 3 km simning i öppen älv
- Lidingöloppet, 30 km löpning

En svensk klassiker - halva (tidigare klassikerhalvan, halvklassikern)
- Halvvasan eller Nattvasan45, 45 km skidåkning eller Engelbrektshalvan, 30 km skidåkning
- Halvvättern, 150 km cykling
- Vansbro Halvsim, 1,5 km simning
- Halva Lidingöloppet, 15 km löpning

En svensk klassiker - tjej (tidigare Tjejklassikern)
- Kristinaloppet eller Tjejvasan eller Kortvasan, 30 km skidåkning
- Tjejvättern, 100 km cykling
- Vansbro tjejsim, 1 km simning
- Rosa Bandet-loppet, 10 km löpning

En svensk klassiker - korta
- Kristinaloppet eller Engelbrektshalvan eller Tjejvasan eller Vasaloppet 30, 30 km skidåkning
- Tjejvättern eller Vätternrundan 100 km, 100 km cykling
- Vansbro tjejsim eller Vansbro kortsim, 1 km simning
- Rosa Bandet-loppet, 10 km löpning

## Utvecklingen genom åren
- År 1977 tilläts för första gången även kvinnor att ta klassikern. Detta genom att införa Engelbrektsloppet 60 km som skidlopp för kvinnor. Sträckan för kvinnor i Lidingöloppet var 16 km.
- År 1978 blev Vasaloppet fulltecknat och som ett undantag fick Engelbrektsloppet gälla även för herrarna som tidigare avverkat minst två tävlingar, simning och löpning.
- År 1979 startade Öppet spår, som börjar gälla som prov för diplomet både för kvinnor och män. 5-års- och 10-årsdiplom instiftas.
- År 1981 blev även Vasaloppet tillåtet för kvinnor. För kvinnor ändras sträckan för Lidingöloppet till 15 km.
- År 1983 blev även Engelbrektsloppet tillåtet för män som prov för diplomet.
- År 1993 infördes en variant som kallas Tjejklassikern, som är öppen endast för kvinnor. Den innehåller fyra liknande tävlingar, men mycket kortare, cirka en tredjedel så långa.
- År 1994 började samma sträckor gälla för både män och kvinnor. För kvinnor ändrades Lidingöloppet från 15 km till 30 km.
- År 2020 blev det också möjligt att räkna Nattvasan som prov för diplomet.[1]

## Särskilda bedrifter
- Rekordet för snabbast summerad tid på de fyra ordinarie loppen, har Oskar Svärd från år 2014, med summan 13:57:16 (Vasaloppet 4:14:52, Vätternrundan 6:55:59, Vansbrosimningen 48:58 och Lidingöloppet 1:57:27)[2]
- Rekordet för damer slog Kristalina Smårs under 2018-2019 med summan 16:02:18 (Öppet Spår 05:57:53, Vätternrundan 06:54:19, Öppen Älv 52:10 och Lidingöloppet 02:17:56)[2]
- Jonas Colting från Borås genomförde juli 2004 de fyra delmomenten i direkt följd, Vansbrosimningen (den riktiga), Vasaloppet (på rullskidor på egen hand), Vätternrundan (på egen hand) och Lidingöloppet (på egen hand) på 25 timmar och 17 minuter inklusive biltransport mellan de olika start- och målplatserna. Effektiv tid var 17 timmar och 59 minuter.[3]
- Andreas Lindén från Borås har den bästa tiden för att genomföra de fyra klassikermomenten i en följd. I juni 2010 åkte han rullskidor från Sälen till Mora. Därifrån tog han bil till Vansbro där han simmade i 13-gradigt vatten. I mål väntade en helikopter som flög honom till Motala där han på 7 timmar och 7 minuter cyklade Vätternrundan. Från Motala till Lidingö flög han helikopter innan han sprang Lidingöloppets 30 kilometer. Total tid 19 timmar och 46 minuter inklusive transporter.
- Jonas Ekblom blev 2017 den första någonsin att genomföra de fyra klassikerloppen i följd på vintern, något som med transporter tog 38 timmar. Effektiv tid var ca 27 timmar. Vasaloppet och Lidingöloppet var de enda loppen som genomfördes på de riktiga banorna. Då vattnet i Vansbro var igenfruset fick 3 000 meter i Vättern ersätta Vansbrosimningen och alla vägar för Vätternrundan var inte farbara som ensam cyklist av säkerhetsskäl för cykelmomentet. Istället cyklade han 300 km fram och tillbaka till Motala.[4]
- Fler har gjort liknande kombinationer i direkt följd, exempelvis en grupp som åkte det riktiga Vasaloppet, cyklade på egen hand till Stockholm (kring 310 kilometer), simmade 3 km i bassäng och sprang Lidingöloppets bana på egen hand.[5]

## På frimärken
En Svensk Klassiker finns avbildade på svenska frimärken som utkom den 16 januari 2014. Fem olika frimärken har en bild vardera av Vasaloppet, Lidingöloppet, Vansbrosimningen, Vätternrundan och Engelbrektsloppet.
Vasaloppet har avbildats på frimärke tidigare. En bild av Vasaloppets start 1972 fanns med i frimärkshäftet I Dalom, som utkom den 2 mars 1973.